# Roland Moisan
 (juin 2018).
Roland Henri Honoré Moisan, dit Moisan, né à Reims le 26 novembre 1907 et décédé à Paris le 28 février 1987, est un dessinateur et journaliste français.

## Biographie
Il passe sa jeunesse à Asnières-lès-Bourges et va au lycée Henri-Brisson à Vierzon.
Il entre à l’École nationale supérieure des arts décoratifs de Paris en 1927. Au retour du service militaire dans l'aviation à Agadir, en 1931, il dessine pour une revue médicale. En 1934 il collabore au Merle blanc, concurrent du Canard enchaîné fondé par Eugène Merle.
Durant la Seconde Guerre mondiale, il est caricaturiste à l'Œuvre de Marcel Déat et au journal Le Rouge et le Bleu, aux côtés de Paul Rassinier qui se fera connaître bien après la guerre pour son attachement aux thèses négationnistes.
Après la guerre, il dessine dans différentes revues satiriques et politiques et notamment dans Le Parisien libéré où il contribue à la série Zoé, Carrefour du Groupe Amaury ; il finit par entrer grâce à Morvan Lebesque en 1956 au Canard enchaîné où il réalise de nombreux dessins jusqu'à sa disparition et où il est connu pour ses dessins illustrant La Cour d'André Ribaud.
La dernière rétrospective de son œuvre dessiné s'est tenue à Paris aux Archives nationales sous le titre : « Que dit le volatile ? », et célébrait le centenaire de sa naissance ainsi que les 20 ans de sa disparition. Une exposition intitulée « La Guerre barbaresque », consacrée aux caricatures de Moisan durant la guerre d'Algérie, s'est tenue aux archives départementales du Cher en 2022.

### Filmographie
- Bernard Baissat, Moisan, dessinateur, vidéo, 13 min, 1993.